# Мімма Черновіта
Мімма Черновіта (нар. 11 листопада 1974) — колишня індонезійська тенісистка.
Найвищу одиночну позицію світового рейтингу — 435 місце досягла 21 червня 1993, парну — 335 місце — 12 липня 1993 року.
Здобула 1 парний титул.

## Фінали ITF

### Парний розряд: 3 (1–2)
| Результат | Ранг | Дата           | Турнір               | Покриття | Партнерка         | Суперниці                   | Рахунок       |
| --------- | ---- | -------------- | -------------------- | -------- | ----------------- | --------------------------- | ------------- |
| Поразка   | 1.   | 1 березня 1992 | Суракарта, Індонезія | Тверде   | Наталія Соетрісно | Ї Цзін-Цянь Чень Лі         | 2–6, 2–6      |
| Поразка   | 2.   | 11 квітня 1993 | Nonthaburi, Таїланд  | Тверде   | Іраваті Іскандар  | Ніколь Пратт Сузанна Вібово | w/o           |
| Перемога  | 1.   | 13 червня 1993 | Сеул, Південна Корея | Тверде   | Іраваті Іскандар  | Такума Кадзуе Юка Йосіда    | 7–5, 2–6, 6–3 |